# 前臼齒
前臼齒（英語：premolar）又稱小臼齒、前磨牙、雙尖牙（bicuspid），是哺乳动物口腔中位於犬齒與大臼齿之間的牙齒，用於切割和研磨食物，兼具前方犬齒與後方大臼齒的功能；其乳齒成年後會被恆齒替換，為二出齒（一生中先後兩次萌出的牙齒）；每顆前臼齒上至少有兩個齒錐。

## 數目
原始哺乳动物的前臼齒數目各異；有袋類上下颌兩側各有三顆前臼齒；有胎盘类上下颌两侧通常各有四顆，但狹鼻小目（包含舊世界猴與类人猿，也包括人類）的前兩對前臼齒多已退化，僅剩第三和第四對前臼齒，因此人類的前臼齒簡稱作 Pm3、Pm4（Pm 為前臼齒英文 premolar 的縮寫，亦可直接縮寫為字母 P，且上頜前臼齒的縮寫使用大寫字母：P3、P4，下頜前臼齒的縮寫使用小寫字母：p3、p4）。換言之，人類共有八顆前臼齒，上下颌各兩對（四顆），即上頜第一前臼齒、上頜第二前臼齒、下頜第一前臼齒及下頜第二前臼齒，而其他大部分有胎盤類則共有十六顆前臼齒，上下頜各四對（八顆）。

## 圖冊
|  |  |  |